# Gendarmerie des Großherzogtums Sachsen
Die Gendarmerie des Großherzogtums Sachsen bildete von 1903 bis 1918 die Gendarmerie des Großherzogtums Sachsen-Weimar-Eisenach. Sie wurde 1847 noch als militärisches Gendarmeriekorps gegründet, vermutlich ab 1867 war sie einige der wenigen deutschen Gendarmerien mit rein zivilem Status. Dem ging bereits 1810 die Aufstellung von "Land-Polizei-Soldaten" "zum Versuche" voraus. Im Februar 1813 wurden "Wachtmeister Stickel und seine Husaren" als dauerhafte Einrichtung bestätigt.

## Geschichte

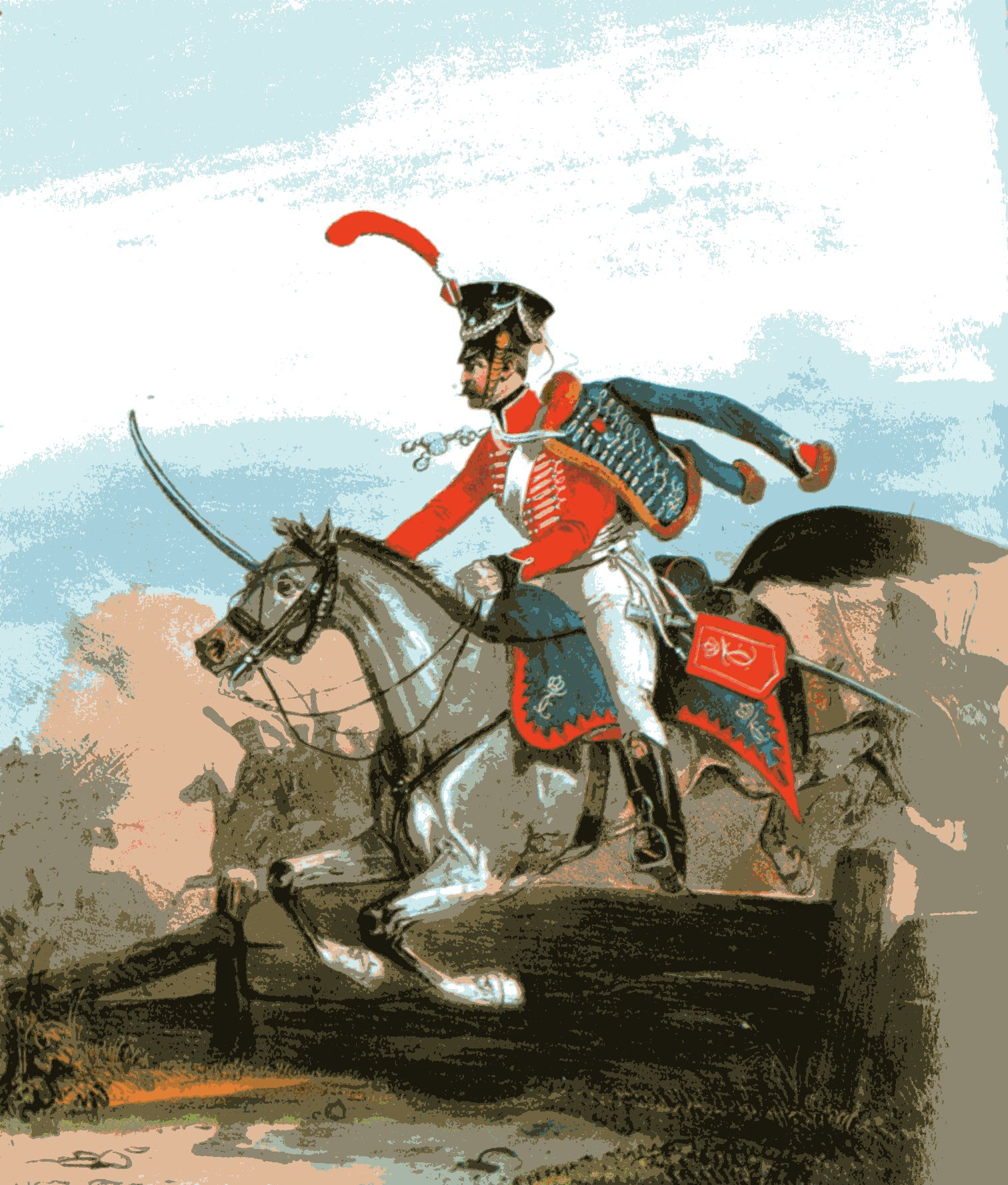
Korporal der Ordonnanz-Husaren des Großherzogtums Sachsen-Weimar um 1840. Sie wurden gleichzeitig als Gendarmerie verwandt. Die Uniformierung war der der preußischen Ziethen-Husaren nachempfunden

Die Gendarmerie wurde am 1. Dezember 1847 als Gendarmeriekorps des damaligen Großherzogtums Sachsen-Weimar gegründet. Den militärischen Charakter verlor es vermutlich aufgrund der Militärkonvention mit dem Königreich Preußen vom 22. Februar 1867, als das Militärkontingent des Großherzogtums der Preußischen Armee angegliedert wurde. Vermutlich seit diesem Zeitpunkt unterstand es ausschließlich den Zivilbehörden. Bis zur Gründung des Gendarmeriekorps 1847 übte eine 24-köpfige Husarenabteilung, die hauptsächlich Ordonnanzdienste versah, nebenher den Gendarmeriedienst aus.
1859 erfolgte landesweit die Umbenennung der Polizeisoldaten in Polizeigendarmen.

### Aufgaben
Hauptaufgabe der Gendarmerie war die Unterstützung der unteren Polizei- und Verwaltungsbehörden bei der Aufrechterhaltung der öffentlichen Ordnung, Ruhe und Sicherheit sowie die Verhütung und Aufklärung von Verbrechen und anderen Straftaten. Hinzu kam die Überwachung polizeilicher Vorschriften sowie die Anzeigenaufnahme. Dabei waren die lokalen Behörden angewiesen, die Gendarmerie zu unterstützen, andererseits sollten die Gendarmen eng mit den Behörden kooperieren.

### Struktur und Personalstärke 1909
Die Gendarmen waren in allen fünf Verwaltungsbezirken des Großherzogtums stationiert. Chef der Gendarmerie war der Geheime Regierungsrat Dr. Johannes Schmid-Burgk, der als Referent beim Staatsministerium, Departement des Äußern und Innern angesiedelt war. Ihm sowie den fünf Gendarmerie-Oberwachtmeistern oblag die Dienstaufsicht über die Gendarmen. Dienstsitz war das Fürstenhaus Weimar in der Residenz Weimar.
Die Stärke der Gendarmerie betrug 1909 ausschließlich des Chefs:
- 1 Bürogendarm
- 5 berittene Gendarmerie-Oberwachtmeister als Führer jeweils eines Verwaltungsbezirks
- 12 berittene Gendarmen
- 52 Fußgendarmen
- 1 Wachtmeister und 6 berittene Ordonnanzen.

THUERINGEN

Diese waren auf die fünf Verwaltungsbezirke des Großherzogtums mit insgesamt 64 Gendarmeriestationen verteilt, die aufgrund der Personalstärke in der überwiegenden Mehrzahl Einzelposten waren:
1. Weimar (einschließlich der sieben Ordonnanzgendarmen)
2. Apolda
3. Eisenach
4. Dermbach
5. Neustadt an der Orla.

### Bewaffnung und Uniform
Über die ursprüngliche Uniformierung und Bewaffnung ist wenig bekannt. Ob die Gendarmen eine Uniform analog zu den Ordonnanzhusaren trugen (was eher unwahrscheinlich ist) oder grüne Röcke und graue Hosen wie die großherzogliche Infanterie ist unbekannt. 1909 trugen die Gendarmen offenbar eine Uniform nach dem Muster der Königlich Preußischen Landgendarmerie. Soweit bekannt, trugen die Ordonnanzgendarmen weiterhin die mehrmals modifizierte Husarenuniform nach dem Vorbild der preußischen Ziethen-Husaren.
Sie könnte allerdings, nach einer Zeichnung von Knöthel, auch auf der grün-grauen Uniform des alten Bundeskontingents des Großherzogtums beruhen. Dazu trugen sie eine grüne Schirmmütze oder eine Lederhaube mit einer Irminsul als Spitze.
Erst 1875 erfolgte eine neue Ausstattung mit Waffen. Zuvor hatten die Fußgendarmen einen „kurzen, einläufigen, geschäfteten Perkussions-Karabiner und einem langen zweischneidigen Unteroffiziersäbel mit Messingbeschlag und korbartigen Griff“. Wachtmeister und berittene Gendarmen hatten einen „Palasch mit Eisenscheide“ (Säbel) und ein Paar Pistolen, teils Feuerschloss, teils Perkussion.

## Auflösung
Mit der Abdankung von Großherzog Wilhelm Ernst am 9. November 1918 im Zuge der Novemberrevolution wurde die Organisation vermutlich aufgelöst und ihre Mitglieder in die Gendarmerie des neuen Freistaats Thüringen integriert. Einzelheiten sind bislang (Stand 2019) nicht bekannt.